# Es war einmal

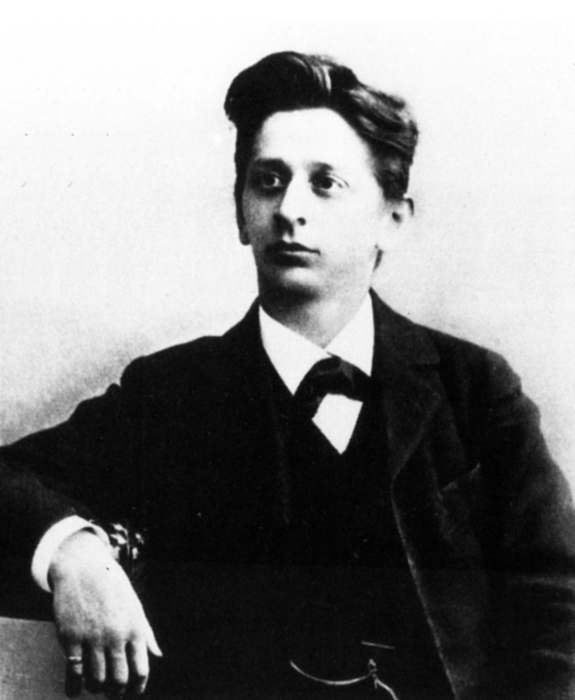
Portrait du compositeur autrichien Alexander von Zemlinsky.

Es war einmal (français : Il était une fois) est un opéra en un prologue et trois actes d'Alexander von Zemlinsky sur un livret de Maximilien Singer d'après le conte de fées Der var engang de l'écrivain danois Holger Drachmann traduit par Max von Borch. Il est créé le 22 janvier 1900 à l'Opéra de Vienne sous la direction de Gustav Mahler.

## Distribution
| Rôle                    | Voix    | Première 22 janvier 1900 (Chef d'orchestre: Gustav Mahler) |
| ----------------------- | ------- | ---------------------------------------------------------- |
| La Princesse            | soprano | Selma Kurz                                                 |
| Le Prince               | ténor   | Erik Schmedes                                              |
| Kaspar                  | baryton | Friedrich Weidemann                                        |
| Le Roi                  | basse   | Leopold Delmuth                                            |
| Un prétendant           | ténor   |                                                            |
| Un délégué              | baryton |                                                            |
| Un commandant           | basse   |                                                            |
| Un héraut               | basse   |                                                            |
| Première dame d'honneur | soprano |                                                            |